# Кокседер, Адольф
Адольф Кокседер (нем. Adolf Koxeder, 9 октября 1934, Инсбрук, Тироль) — австрийский бобслеист, разгоняющий, выступавший за сборную Австрии в 1960-е годы. Серебряный призёр зимних Олимпийских игр 1964 года в Инсбруке, двукратный чемпион Европы.

## Биография
Адольф Кокседер родился 9 октября 1934 года в городе Инсбрук, земля Тироль. С ранних лет увлёкся спортом, позже заинтересовался бобслеем и прошёл отбор в национальную сборную Австрии, присоединившись к ней в качестве разгоняющего. Сразу стал показывать неплохие результаты, на чемпионате мира 1963 года в Игльсе выиграл бронзу в зачёте четвёрок и, благодаря этому успеху, удостоился права защищать честь страны на Олимпийских играх 1964 года в Инсбруке, где, находясь в составе четырёхместного экипажа Эрвина Талера, завоевал серебряную медаль.
На чемпионате Европы в итальянском Кортина-д'Ампеццо финишировал первым в двойках и получил золотую награду, годом спустя в немецком Гармиш-Партенкирхене повторил это достижение, добавив в медальную коллекцию ещё одно золото. Удачно выступил в четвёрках на европейском первенстве 1967 года, когда занял вторую позицию, занеся себе в послужной список серебряную медаль. В силу высокой конкуренции в сборной не прошёл отбор на Олимпийские игры 1968 года в Гренобль, поэтому вскоре Адольф Кокседер принял решение завершить карьеру профессионального спортсмена, уступив место молодым австрийским бобслеистам. За свои спортивные достижения награждён почётным знаком «За заслуги перед Австрийской Республикой».